# 柳荫

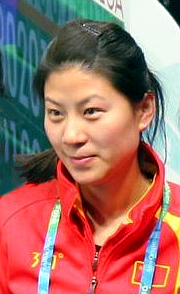
柳荫

柳荫（1981年8月19日—），中国黑龙江省哈尔滨市人，女子冰壶运动员，前中国国家女子冰壶队主力三垒。
2000年开始练习冰壶，2002年被选入中国国家女子冰壶队，作为替补参加环太平洋冰壶锦标赛。2004年起作为中国国家女子冰壶队正式队员参加的第一个国际比赛是环太平洋冰壶锦标赛，第二个是2005年的世界冰壶锦标赛，并获得第7名。2006年代表中国队参加世界冰壶锦标赛获得第5名。2007年世界冰壶锦标赛获得第7名。2008年代表中国队获得世界冰壶锦标赛亚军，2009年夺得世界冰壶锦标赛冠军。现在担任河北省冰壶队主教练。